# Hermide (Orense)
Hermide (llamada oficialmente Ermide) es un lugar situado en la parroquia de Siabal, del municipio español de Paderne de Allariz, en la provincia de Orense, Galicia.

## Demografía
| Gráfica de evolución demográfica de Hermide entre 2000 y 2023 |
|                                                               |
| Datos según el nomenclátor publicado por el INE.              |